# Igreja de Santo André (Langford)
A Igreja de Santo André é uma igreja listada como Grau I em Langford, Bedfordshire, Inglaterra. Tornou-se um edifício listado no dia 31 de outubro de 1966.
Os três sinos, o mais antigo dos quais data de 1772, estão alojados na sua moldura original de madeira. As rodas foram substituídas por um mecanismo de alavanca que permite que sejam tocadas.